# The Little Willies
The Little Willies – amerykański zespół wykonujący muzykę z pogranicza rocka i country. Formacja powstała w 2003 roku w składzie Norah Jones (fortepian, śpiew), Richard Julian (śpiew), Jim Campilongo (gitara), Lee Alexander (gitara basowa) oraz Dan Rieser (perkusja).

## Dyskografia
| The Little Willies          | - Data: 7 marca 2006 - Wydawca: Milking Bull     | 48 | 25 | 41  | 40  | 18 | 17 | 53 |
| For the Good Times          | - Data: 10 stycznia 2012 - Wydawca: Milking Bull | 45 | 45 | 116 | 131 | 52 | 66 | —  |
| "—" album nie był notowany. |                                                  |    |    |     |     |    |    |    |